# Xã Haring, Michigan
Xã Haring (tiếng Anh: Haring Township) là một xã thuộc quận Wexford, tiểu bang Michigan, Hoa Kỳ. Năm 2010, dân số của xã này là 3.173 người.